# Veleposlanstvo Ukrajine u Zagrebu
Veleposlanstvo Ukrajine u Zagrebu (ukr. Посольство України в Хорватії) predstavlja diplomatsko predstavništvo Ukrajine u Hrvatskoj te Bosni i Hercegovini. Nalazi se na adresi Voćarska cesta 52. Osim veleposlanstva u Zagrebu, Ukrajina ima i konzulat u Zadru te Odjeljenje Veleposlanstva u Sarajevu.
Trenutni (od 24. prosinca 2019. godine) ukrajinski veleposlanik u Hrvatskoj je Vasylj Kyrylyč.

## Povijest
Ukrajina je bila prva država članica UN-a, koja je priznala neovisnost Republike Hrvatske, i to se dogodilo 11. prosinca 1991. godine. Hrvatska je priznala neovisnost Ukrajine 5. prosinca 1991. Diplomatski odnosi među dvjema državama bili su ustanovljeni 18. veljače 1992. godine putem razmjene dopisima. Ukrajinsko veleposlanstvo u Zagrebu osnovano je u veljači 1995.
U zemlji postoji brojna zajednica hrvatskih Ukrajinaca, najstarija ukrajinska manjina u svijetu, koja je dovela do bliskih odnosa između te dvije države. 
12. listopada 1992. godine Predsjedništvo Vrhovne Rade Ukrajine svojom je odlukom priznalo državnu nezavisnost Bosne i Hercegovine. 20. prosinca 1995. uspostavljeni su diplomatski odnosi između Ukrajine i Bosne i Hercegovine. Od 17. studenog 2004. u Sarajevu na ulici Fra Anđela Zvizdovića je započelo svoj rad Odjeljenje u BiH Veleposlanstva Ukrajine u Republici Hrvatskoj te BiH. Prvi tajnik Konzularnog odjeljenja je Kostjantyn Subbotin.
Postoje dva počasna konzulata Ukrajine u Hrvatskoj: u Zadru te u Omišalju. Prvi se nalazi na adresi: Zadar, Petrčane - Zadar, I ulica 5c. Počasni konzul je Nikola Malić. Konzularni okrug uključuje Zadar, Zadarsku županiju, Splitsko-dalmatinsku, Dubrovačko-neretvansku, Šibensko-kninsku i Ličko-senjsku županiju. Počasni konzulat Ukrajine Malinska nalazi se na adresi: Omišalj, Pušća 131. Počasni konzul je Nikola Turčić. Konzularni okrug uključuje Istarsku i Primorsko-goransku županiju.

## Ambassadors and envoys of Ukraine in Croatia
- Anatolij Šostak (1995.-2001.)
- Andrej Olefirov (2001.)
- Viktor Kyryk (2001.-2006.)
- Markian Lubkivskyi (2006.-2009.)
- Boris Sayčuk (2009.-2010.)
- Anatolij Černišenko (2010.)
- Oleksandr Levčenko (2010.-2017.)
- Yaroslav Simonov (2018.)
- Sergij Horopacha (2019.)
- Vasylj Kyrylyč (2019.–)[2]

## Vanjske poveznice
- Službena internet stranica veleposlanstva